# Cyrus Chestnut
Cyrus Chestnut (Baltimore, 1963. január 17. –) amerikai dzsesszzongorista, zeneszerző.

## Pályafutása
Apja templomi orgonista volt. Klasszikus zenét tanult a Peabody College-ban (Nashville). 1985-ben diplomázott Bostonban a Berklee College of Musicon. Fiatalon megkapta a Eubie Blake Ösztöndíjat (1982), a Quincy Jones Ösztöndíjat (1983), és az Oscar Peterson Ösztöndíjat (1984).
Első albuma megmutatja az őt ért hatásokat (dzsessz, gospel, klasszikusok, R&B).
Rendszeresen turnézik, fesztiválokon lép fel triójával világszerte. Sok nagyzenekarnak is vendége: Lincoln Center Jazz Orchestra, Dizzy Gillespie Big Band, Carnegie Hall Jazz Orchestra.

## Lemezválogatás
- The Nutman speaks (1992)
- The Nutman speaks again (1992)
- Nut (1992)
- Another Direction (1993)
- Revalation (1993
- Dark Before the Dawn (1994)
- Earth Stories (1995)
- Blessed Quietness (1996)
- Cyrus Chestnut (1998)
- A Charlie Brown Christmas (2000)
- Soul Food (2001)
- You Are My Sunshine (2003)
- Genuine Chestnut (2006)

## Grammy-díj
Jazz pianist Cyrus Chestnut and Grammy-winning Turtle Island Quartet blend classical, spiritual, and jazz sounds.